# Veille spatiale

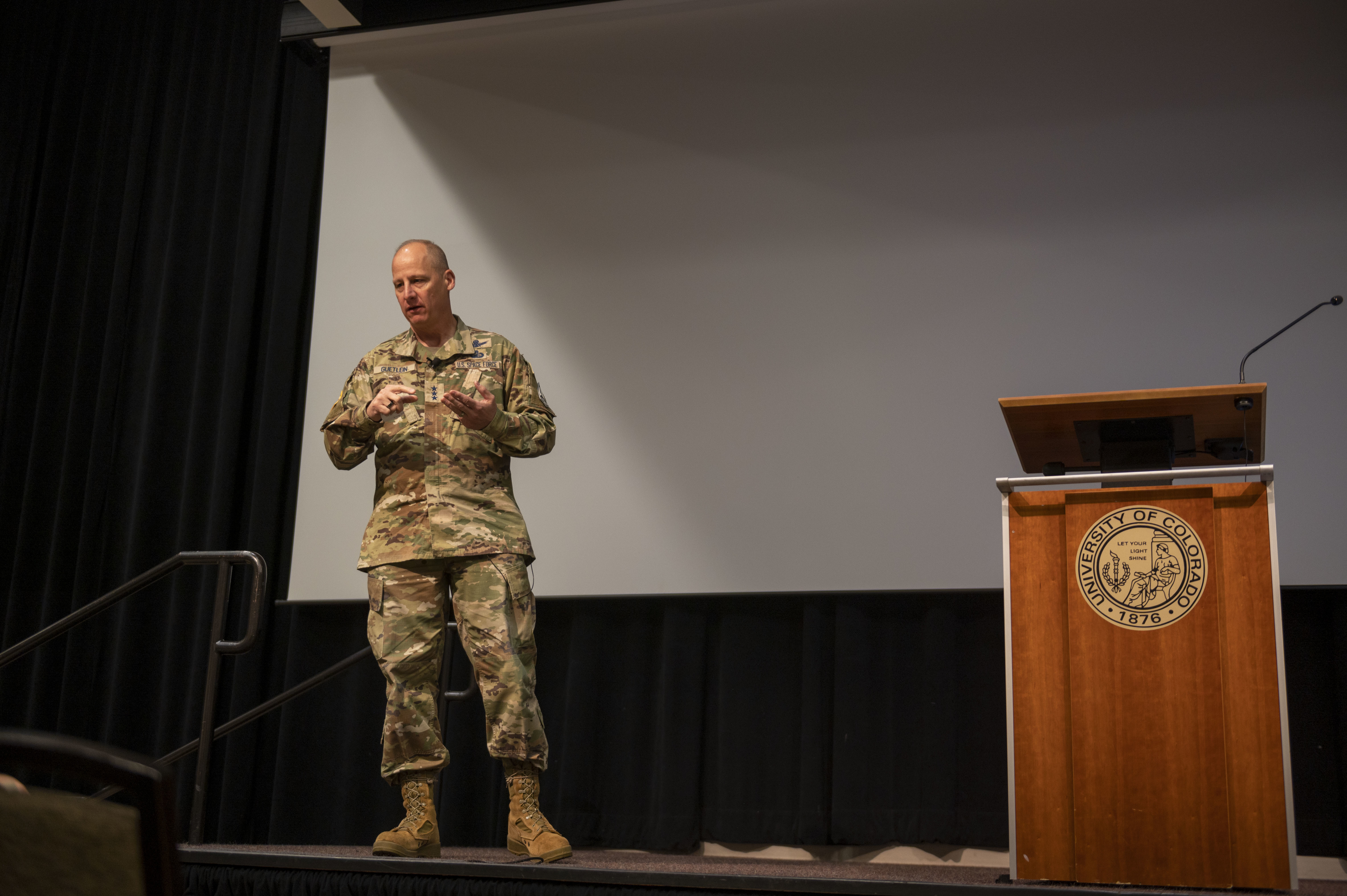
Lieutenant-général Michael Guetlein, commandant du Space Systems Command

La veille spatiale est l'étude et l'observation des satellites ou objets situés au voisinage de la Terre. Cela comprend la détection, le suivi, le catalogage et l'identification des objets artificiels actifs (satellites) et des débris spatiaux (morceaux de fusées, satellites inactifs, ...). Ces missions participent de la défense planétaire.

## Buts
- Prédire quand et où un objet spatial va rentrer dans l'atmosphère terrestre.
- Empêcher un objet spatial ressemblant à un missile de déclencher une fausse alerte[1]
- Définir la position actuelle des objets spatiaux et anticiper leur orbite
- Détecter des nouveaux objets artificiels dans l'espace
- Cataloguer de manière exhaustive les objets spatiaux
- Déterminer les flottes de satellites de chaque pays[1]
- Informer les opérateurs d'engins spatiaux si un objet peut présenter un risque de collision avec un satellite ou une station spatiale
- Fournir des données aux armes anti-satellite.

## Systèmes
Parmi ces systèmes, on compte :
- le Réseau de surveillance spatiale des États-Unis dispose de détecteurs tels que le Space Fence qui remplace le Air Force Space Surveillance System et le Space Surveillance Telescope[1]
- le système russe utilisant avec des sites de détection comme l'Okno le Krona (en)
- GRAVES (système), le système de veille français géré par l'Armée de l'Air et opérationnel depuis 2005
- le système de l'Union européenne Space Situational Awareness Programme et le Space Surveillance and Tracking Segment